# البابا المنتخب ستيفان
البابا المنتخب أسطفان هو بابا توفي بعد يومين فقط من انتخابه فقد انتخب يوم 23 مارس 752 وتوفي يوم 26 مارس 752 بسبب إصابته بسكتة دامت لعدة أيام فقد توفي قبل أن يؤدي تنصيبه الباباوي مما أدى إلى عدم ذكره في قائمة باباوات الكنيسة الكاثوليكية لكن اللائحة الباباوية التي أصدرت عام 1961 أضافته إلى القائمة بعد ذلك.